# Spokane
Spokane é uma cidade localizada no estado americano de Washington, no Condado de Spokane. Foi fundada em 1871 e incorporada em 29 de novembro de 1881. Seu nome original era Spokan Falls.

## Geografia
De acordo com o United States Census Bureau, a cidade tem uma área de 155,4 km², onde 153,5 km² estão cobertos por terra e 2 km² por água.

## Demografia
Segundo o censo nacional de 2010, a sua população é de 208 916 habitantes e sua densidade populacional é de 1 361,40 hab/km². É a segunda cidade mais populosa de Washington, depois de Seattle. Possui 94 291 residências, que resulta em uma densidade de 614,45 residências/km².